# Đội tuyển bóng đá bãi biển quốc gia Brasil
Đội tuyển bóng đá bãi biển quốc gia Brasil đại diện Brasil ở các giải thi đấu bóng đá bãi biển quốc tế và được điều hành bởi CBF, cơ quan quản lý bóng đá ở Brasil. Bồ Đào Nha, Russia và Tây Ban Nha là những đội tuyển duy nhất đã từng loại Brasil khỏi Giải vô địch thế giới. Brasil xếp thứ 1 Bảng xếp hạng thế giới BSWW. Họ, cùng với Bồ Đào Nha, là đội bóng duy nhất giành chức vô địch thế giới trước và sau khi FIFA công nhận bóng đá bãi biển trên toàn thế giới.

## Thành tích

### Giải vô địch bóng đá bãi biển thế giới
| Giải vô địch bóng đá bãi biển thế giới | Giải vô địch bóng đá bãi biển thế giới | Giải vô địch bóng đá bãi biển thế giới | Giải vô địch bóng đá bãi biển thế giới | Giải vô địch bóng đá bãi biển thế giới | Giải vô địch bóng đá bãi biển thế giới | Giải vô địch bóng đá bãi biển thế giới | Giải vô địch bóng đá bãi biển thế giới | Giải vô địch bóng đá bãi biển thế giới | Giải vô địch bóng đá bãi biển thế giới |
| Năm                                    | Vòng                                   | Vt                                     | St                                     | T                                      | T h.p./pso                             | B                                      | BT                                     | BB                                     | HS                                     |
| -------------------------------------- | -------------------------------------- | -------------------------------------- | -------------------------------------- | -------------------------------------- | -------------------------------------- | -------------------------------------- | -------------------------------------- | -------------------------------------- | -------------------------------------- |
| 1995                                   | Chung kết                              | Vô địch                                | 5                                      | 5                                      | 0                                      | 0                                      | 52                                     | 11                                     | +41                                    |
| 1996                                   | Chung kết                              | Vô địch                                | 5                                      | 5                                      | 0                                      | 0                                      | 39                                     | 9                                      | +30                                    |
| 1997                                   | Chung kết                              | Vô địch                                | 5                                      | 5                                      | 0                                      | 0                                      | 46                                     | 13                                     | +33                                    |
| 1998                                   | Chung kết                              | Vô địch                                | 5                                      | 5                                      | 0                                      | 0                                      | 52                                     | 9                                      | +43                                    |
| 1999                                   | Final                                  | Vô địch                                | 5                                      | 5                                      | 0                                      | 0                                      | 42                                     | 18                                     | +24                                    |
| 2000                                   | Chung kết                              | Vô địch                                | 5                                      | 5                                      | 0                                      | 0                                      | 42                                     | 16                                     | +26                                    |
| 2001                                   | Trận tranh hạng ba                     | Hạng tư                                | 5                                      | 3                                      | 0                                      | 2                                      | 38                                     | 16                                     | +22                                    |
| 2002                                   | Chung kết                              | Vô địch                                | 5                                      | 5                                      | 0                                      | 0                                      | 31                                     | 13                                     | +18                                    |
| 2003                                   | Chung kết                              | Vô địch                                | 5                                      | 5                                      | 0                                      | 0                                      | 41                                     | 10                                     | +31                                    |
| 2004                                   | Chung kết                              | Vô địch                                | 5                                      | 5                                      | 0                                      | 0                                      | 42                                     | 10                                     | +32                                    |
| Tổng cộng                              | 10/10                                  | 9 Danh hiệu                            | 50                                     | 48                                     | 0                                      | 2                                      | 425                                    | 125                                    | +300                                   |

| Giải vô địch bóng đá bãi biển thế giới | Giải vô địch bóng đá bãi biển thế giới | Giải vô địch bóng đá bãi biển thế giới | Giải vô địch bóng đá bãi biển thế giới | Giải vô địch bóng đá bãi biển thế giới | Giải vô địch bóng đá bãi biển thế giới | Giải vô địch bóng đá bãi biển thế giới | Giải vô địch bóng đá bãi biển thế giới | Giải vô địch bóng đá bãi biển thế giới | Giải vô địch bóng đá bãi biển thế giới |
| Năm                                    | Vòng                                   | Vt                                     | St                                     | T                                      | T h.p./pso                             | B                                      | BT                                     | BB                                     | HS                                     |
| -------------------------------------- | -------------------------------------- | -------------------------------------- | -------------------------------------- | -------------------------------------- | -------------------------------------- | -------------------------------------- | -------------------------------------- | -------------------------------------- | -------------------------------------- |
| 2005                                   | Hạng ba match                          | Hạng ba                                | 5                                      | 4                                      | 0                                      | 1                                      | 39                                     | 14                                     | +25                                    |
| 2006                                   | Final                                  | Vô địch                                | 6                                      | 6                                      | 0                                      | 0                                      | 52                                     | 16                                     | +36                                    |
| 2007                                   | Final                                  | Vô địch                                | 6                                      | 5                                      | 1                                      | 0                                      | 43                                     | 19                                     | +24                                    |
| 2008                                   | Final                                  | Vô địch                                | 6                                      | 6                                      | 0                                      | 0                                      | 34                                     | 15                                     | +19                                    |
| 2009                                   | Final                                  | Vô địch                                | 6                                      | 6                                      | 0                                      | 0                                      | 47                                     | 19                                     | +28                                    |
| 2011                                   | Final                                  | Á quân                                 | 6                                      | 4                                      | 1                                      | 1                                      | 32                                     | 28                                     | +4                                     |
| 2013                                   | Hạng ba match                          | Hạng ba                                | 6                                      | 4                                      | 1                                      | 1                                      | 25                                     | 14                                     | +11                                    |
| 2015                                   | Tứ kết                                 | Hạng 5                                 | 4                                      | 3                                      | 0                                      | 1                                      | 16                                     | 11                                     | +5                                     |
| 2017                                   | Final                                  | Vô địch                                | 6                                      | 6                                      | 0                                      | 0                                      | 38                                     | 15                                     | +23                                    |
| Tổng cộng                              | 9/9                                    | 5 titles                               | 51                                     | 44                                     | 3                                      | 4                                      | 326                                    | 151                                    | +175                                   |

### Mundialito de Futebol de Praia
Vô địch (14): 1994, 1997, 1998, 1999, 2000, 2002, 2004, 2005, 2006, 2007, 2010, 2011, 2016, 2017

### Copa Latina
Vô địch (9): 1998, 1999, 2001, 2002, 2003, 2004, 2005, 2006, 2009

### Giải vô địch bóng đá bãi biển CONCACAF và CONMEBOL
Vô địch (1): 2005

### Giải vô địch bóng đá bãi biển Nam Mỹ
Vô địch (6): 2006, 2008, 2009, 2011, 2015, 2017

### Cúp bóng đá bãi biển liên châu lục
Vô địch (3): 2014, 2016, 2017

## Đội hình hiện tại
Tính đến tháng 5 năm 2017.
Ghi chú: Quốc kỳ chỉ đội tuyển quốc gia được xác định rõ trong điều lệ tư cách FIFA. Các cầu thủ có thể giữ hơn một quốc tịch ngoài FIFA.
| Số | VT | Quốc gia | Cầu thủ       |
| -- | -- | -------- | ------------- |
| 1  | TM |          | Mão           |
| 2  | HV |          | Fernando DDI  |
| 3  | HV |          | Filipe        |
| 4  | HV |          | Catarino      |
| 5  | HV |          | Daniel Zidane |
| 6  | TĐ |          | Lucão         |

| Số | VT | Quốc gia | Cầu thủ        |
| -- | -- | -------- | -------------- |
| 7  | TĐ |          | Bokinha        |
| 8  | HV |          | Bruno Xavier   |
| 9  | TĐ |          | Rodrigo        |
| 10 | TĐ |          | Datinha        |
| 11 | TĐ |          | Mauricinho     |
| 12 | TM |          | Rafael Padilha |

Huấn luyện viên: Gilberto Costa

## Cầu thủ

### Ghi nhiều bàn thắng nhất
Tính đến ngày 5 tháng 11 năm 2017.
Cầu thủ in đậm vẫn còn hoạt động.
| #  | Tên           | Số bàn thắng |
| -- | ------------- | ------------ |
| 1  | Neném         | 336          |
| 2  | Júnior Negão  | 318          |
| 3  | Jorginho      | 312          |
| 4  | Benjamin      | 308          |
| 5  | André         | 242          |
| 6  | Buru          | 224          |
| 7  | Bruno Malias  | 214          |
| 8  | Júnior        | 202          |
| 9  | Bruno Xavier  | 166          |
| 10 | Juninho       | 153          |
| 10 | Sidney        | 153          |
| 12 | Daniel Zidane | 127          |
| 13 | Magal         | 123          |
| 14 | Cláudio Adão  | 97           |
| 14 | Mauricinho    | 97           |